# مهدی وثوقی‌راد
مهدی وثوقی راد (زاده ۱۳۳۴ در شیراز) بازیگر سینما و تلویزیون ایران است.

## نقش‌آفرینی
وی فارغ‌التحصیل رشتۀ بازیگری و کارگردانی از دانشکدهٔ هنرهای زیبا در سال ۱۳۶۵ شد و فعالیت در تلویزیون را از ۱۳۵۸ آغاز نمود.

## فیلم‌شناسی

### سینما
- عشق گمشده (۱۳۷۵)
- بانی چاو (۱۳۷۴)
- چون ابر در بهاران (۱۳۶۹)
- آخرین پرواز (۱۳۶۸)
- شرایط عینی (۱۳۶۶)

### تلویزیون
- زیر هشت (۱۳۸۹)
- فکر پلید (۱۳۷۷)
- همسران (۱۳۷۳)
- شبحی در تاریکی (۱۳۷۴)
- داستان شب (۱۳۷۴)
- زیر گنبد کبود (۱۳۷۴)
- همه فرزندان من۱۳۷۶
- هدف گم‌شده (۱۳۷۳)
- روزی روزگاری (۱۳۷۰)
- تهران ۵۳ (۱۳۶۷)
- گلاب بپاش (۱۳۶۴)
- خانه بی پرنده (۱۳۸۸)

### شبکه نمایش خانگی
- آکتور (مجموعه نمایش خانگی) (۱۴۰۱)
- شکارگاه (مجموعه نمایش خانگی) (۱۴۰۳)